# Йене
Йѐне (на италиански: Jenne) е село и община в Централна Италия, провинция Рим, регион Лацио. Разположено е на 834 m надморска височина. Населението на общината е 393 души (към 2010 г.).